# 關節技
關節技是由固定對手關節並給予其壓迫而使對方關節過度伸直的擒拿技巧。大致分上半身及下半身的固定法，結合柔道、巴西柔術、摔角等技術所達成。

## 上半身
俗稱臂鎖，較為常見的有手部十字固定（armbar）、肩部固定（shoulder lock）等，主要以壓迫手肘及肩膀關節為主。

## 下半身
腳鎖，較為常見的有膝蓋十字固定（kneebar）、腳跟十字固定（heel hook）、腳踝十字固定（ankle lock）、小腿壓迫（calf crush）等。

## 常見使用時機
綜合格鬥、UFC、執法人員固定嫌犯時，為防身術的一種。

## 著名使用場景
Demetrious Johnson在UFC178對上Ray Borg時，將其摔至地上並在空中接住後者的手實施十字固，導致後者投降。
内特·迪亚兹在UFC135對上Takanori Gomi，前者以第一次armbar K.O.贏得比賽，而後者第一次嘗到敗績。

## 外部連結
- https://news.cts.com.tw/cts/society/200607/200607090202792.html
- https://www.britannica.com/sports/mixed-martial-arts/Organization-of-the-sport （页面存档备份，存于）
- https://bjj-world.com/leg-locks-ultimate-guide-positions-submissions/ （页面存档备份，存于）
- https://bjj-world.com/the-straight-armlock/ （页面存档备份，存于）
- https://www.ufc.com/news/10-unforgettable-ufc-armbars （页面存档备份，存于）